# Notopteris neocaledonica
Notopteris neocaledonica är ett däggdjur i familjen flyghundar som förekommer på Nya Kaledonien. Populationen räknas ibland till arten Notopteris macdonaldi men nyare taxonomiska avhandlingar och IUCN listar den som god art.
Individerna vilar i grottor där de bildar kolonier med upp till 300 medlemmar. Födan utgörs av blommor, till exempel från kokosnötväxter. Därför uppsöker de trädgårdar, fruktodlingar och kanske även skogar.
Dräktiga honor registrerades under våren (juli och augusti på södra jordklotet). Per kull föds en unge. Antagligen lever hannar och honor även efter parningen tillsammans. Exemplar i fångenskap matades framgångsrik med juice och sockervatten. Som parasit dokumenterades en art av lusflugor.
På grund av det begränsade utbredningsområde listas arten av IUCN som sårbar (VU).